# Нинидзе, Ия Борисовна
И́я Бори́совна Нини́дзе (груз. ია ბორისის ასული ნინიძე; род. 8 сентября 1960, Тбилиси, Грузинская ССР, СССР) — советская, грузинская и российская актриса театра и кино, певица. Заслуженная артистка Грузинской ССР, Народная артистка Грузии (1995), Заслуженная артистка Российской Федерации (2022).

## Биография
Родилась в семье режиссёра телевидения и преподавательницы русского языка. Выросла в Тбилиси, где окончила хореографическое училище. Дебютировала в кино в восемь лет, снявшись в роли Цицино в комедии Георгия Данелии «Не горюй!» (1968, премьера 1969).
В 1976 году приобрела всесоюзную известность, блистательно исполнив роль Денизы де Флориньи в телевизионной музыкальной комедии Леонида Квинихидзе «Небесные ласточки» по оперетте Флоримона Эрве «Мадемуазель Нитуш»: внешность, пластика, темперамент шестнадцатилетней актрисы вызвали у критиков и зрителей почти единодушную ассоциацию с молодой Одри Хепбёрн.
В 1981 году окончила Государственный институт кинематографии имени С. А. Герасимова (курс Сергея Бондарчука и Ирины Скобцевой), с этого же года работала артисткой тбилисского Государственного академического театра имени Шота Руставели.
В 1997 году переехала в Москву, где работала в театре-кабаре «Летучая мышь». В 2000 году, после травмы, полученной во время предпремьерной репетиции (на актрису упала 300-килограммовая декорация), была вынуждена оставить сцену.
В настоящее время выступает с сольной программой, участвует в телепрограммах, конкурсах, фестивалях, снимается в кинофильмах и сериалах.

## Личная жизнь
- Первый муж — Николай Шенгелая, сын режиссёра Георгия Шенгелаи и актрисы Софико Чиаурели[1]
- Второй муж — Сергей Максачёв, актёр, впоследствии вице-губернатор Курской области[1]
  - сын Георгий[1]
    - внучка Николь
- Третий муж — Михаил Немсадзе, художник[1]
  - дочь Нино, актриса[1]
    - внук Александр от брака с актёром Кириллом Плетнёвым[1]

## Фильмография
| Год  |     | Название                               | Роль                                                              |
| ---- | --- | -------------------------------------- | ----------------------------------------------------------------- |
| 1969 | ф   | Не горюй!                              | дочь Софико Цицино (в титрах — Ика Нинидзе)                       |
| 1973 | ф   | Мелодии Верийского квартала            | Маро                                                              |
| 1974 | ф   | Воздушный мост                         | Зеснахе (дублировала Ольга Гаспарова)                             |
| 1975 | ф   | Первая ласточка                        | Елене (озвучила Т. Решетникова)                                   |
| 1976 | ф   | Настоящий тбилисец и другие            | Лили                                                              |
| 1976 | тф  | Небесные ласточки                      | Дениза де Флориньи (она же мадемуазель Нитуш)                     |
| 1976 | ф   | Песни над облаками                     | Нафисат                                                           |
| 1976 | ф   | Труффальдино из Бергамо                | девушка на балконе                                                |
| 1977 | ф   | Орех Кракатук                          | Маша                                                              |
| 1980 | ф   | Твой сын, Земля                        | Саломэ                                                            |
| 1982 | ф   | Слёзы капали                           | девушка, которой в глаз попал осколок зеркала                     |
| 1984 | ф   | Покаяние                               | Гулико                                                            |
| 1984 | ф   | Приказано взять живым                  | Софико Долидзе                                                    |
| 1984 | ф   | Пять невест до любимой                 | Ирма                                                              |
| 1985 | ф   | Любимец публики                        | Генриетта                                                         |
| 1985 | ф   | Сделка                                 | Мария                                                             |
| 1985 | ф   | Как дома, как дела?                    | мама                                                              |
| 1987 | ф   | Лома                                   | мать Зурико                                                       |
| 1988 | ф   | Операция «Вундерланд»                  | танцовщица                                                        |
| 1990 | ф   | Яков, сын Сталина                      | Юлия                                                              |
| 1997 | тф  | Звёздная ночь в Камергерском           | участница капустника МХТ (номер «Лицо кавказской национальности») |
| 1999 | с   | Простые истины                         | мама Карины Геворкян                                              |
| 2000 | с   | Марш Турецкого                         | Нино Вахтанговна Симонишвили                                      |
| 2001 | с   | Нина. Расплата за любовь               | Наталья Ашотовна                                                  |
| 2003 | ф   | Прощальное эхо                         | тётка-«захватчица»                                                |
| 2003 | с   | Сыщик без лицензии                     | Майя Георгиевна Арчвадзе                                          |
| 2007 | ф   | Золушка.ru                             | Камилла (озвучила Людмила Гнилова)                                |
| 2008 | с   | Охота на Берию (Александровский сад 3) | Нино Теймуразовна Гегечкори                                       |
| 2008 | ф   | Васильевский остров                    | Нана                                                              |
| 2010 | с   | Мы объявляем вам войну                 | Гера                                                              |
| 2011 | ф   | И не было лучше брата                  | эпизод                                                            |
| 2011 | ф   | Тихая застава                          | Фарида                                                            |
| 2012 | ф   | Улыбайся                               | Имя персонажа не указано                                          |
| 2013 | с   | Море. Горы. Керамзит.                  | Офелия                                                            |
| 2013 | ф   | Сразу после сотворения мира            | Нателла Георгиевна Лордкипанидзе, мать Элли                       |
| 2015 | ф   | Ближе, чем кажется (киноальманах)      | директор детдома                                                  |
| 2015 | кор | Галоп-апофеоз                          | актриса                                                           |
| 2016 | ф   | Лиризмы                                | Имя персонажа не указано                                          |
| 2017 | ф   | Одноклассницы. Новый поворот           | мать Кристины                                                     |
| 2017 | с   | Отель Элеон                            | жена Радмира                                                      |
| 2018 | ф   | Чужая кровь                            | мать Давида                                                       |

## Награды и премии
- Заслуженная артистка Грузинской ССР
- Народная артистка Грузии (1995)
- Заслуженная артистка Российской Федерации (8 августа 2022) — за большой вклад в развитие отечественной культуры и искусства, многолетнюю плодотворную деятельность[4]